# 2205 Glinka
2205 Glinka este un asteroid din centura principală, descoperit pe 27 septembrie 1973 de Liudmila Cernîh.